# Villotte-Saint-Seine
Pour les articles homonymes, voir Villotte (homonymie).
Villotte-Saint-Seine est une commune française située dans le département de la Côte-d'Or en région Bourgogne-Franche-Comté. Les gentilés sont Villottien et Villotienne.

## Géographie

### Description

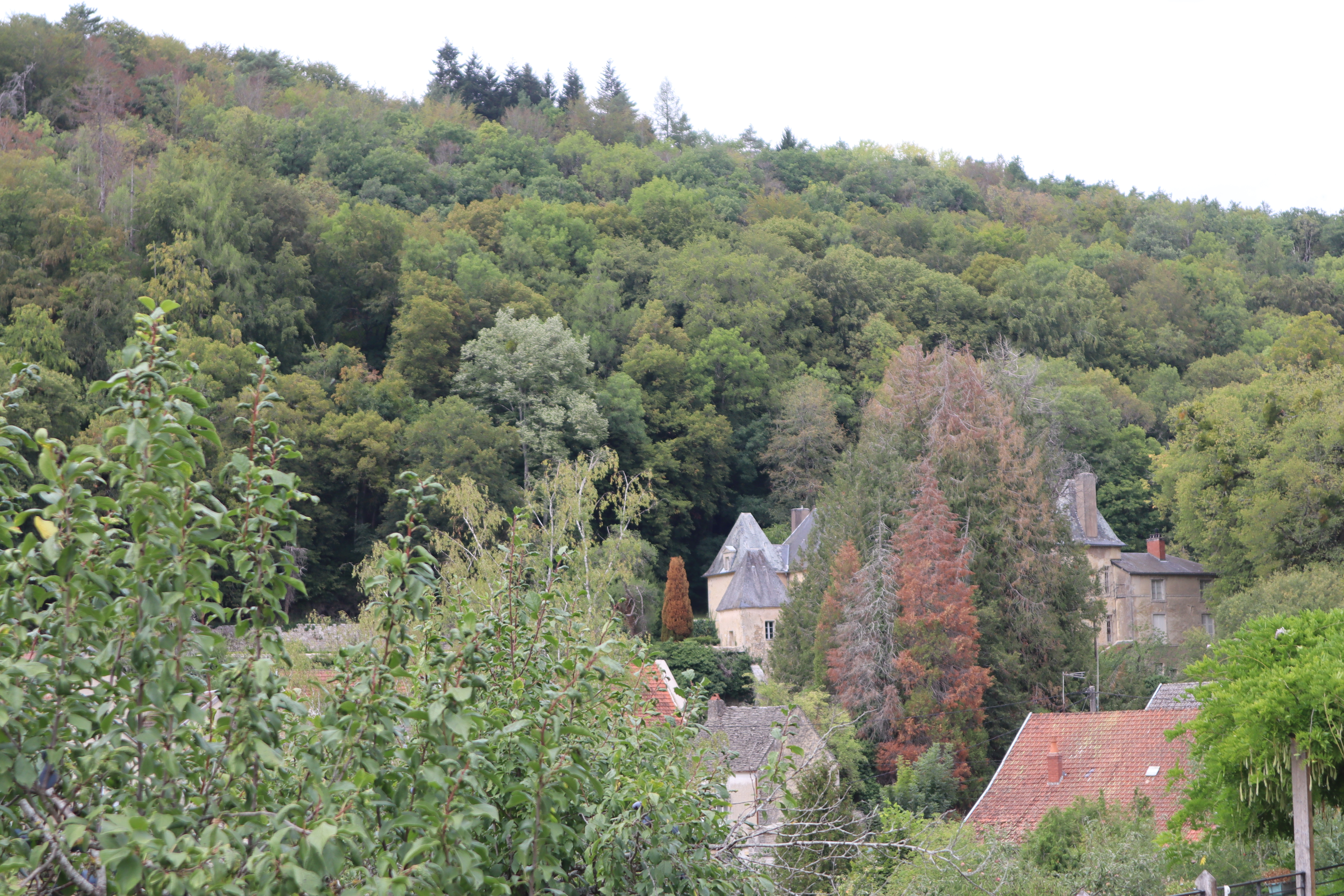
Le château dans les bois.

Le territoire de la commune comprend en partie haute une part du plateau séparant les vallées de l'Oze et de l'Ouche (554 m d'altitude vers le lieu-dit Monteau des Épinoirs), creusé par les combes de la Louère et de Pâques, et en partie basse, les deux versants d'une section de la vallées de l'Oze (altitude 349 m à la limite avale). Le plateau est orienté vers l'agriculture et son exposition aux vents a permis l'implantation d'éoliennes aérogénératrices, alors que les pentes et les fonds de vallées sont généralement consacrées aux prairies de pâturages. Près d'un tiers de la surface est occupée par des bois de feuillus. 
Le village (386 m vers le lavoir) est installé sur le coteau à l'entrée des deux combes, sur une route reliant la départementale 9 (Dijon - Alise-Sainte-Reine) au village de Bligny-le-Sec, au début de la côte en lacets qui accède au plateau. La ligne de chemin de fer Paris-Lyon-Marseille traverse la partie sud-ouest du territoire dans la vallée de l'Oze.

### Hydrographie
Les versants en forte pente favorisent la naissance de sources alimentées par les eaux tombées sur le plateau. La combe de la Louère donne de l'eau à la fontaine du lavoir, et plusieurs sources participent au débit du ruisseau de la combe de Pâques (Sources du Coin, de Froide Terre) qui rejoint l'Oze sur le finage de la commune. Les eaux de Villotte-Saint-Seine font partie du bassin versant de la Seine qu'elles rejoignent via la Brenne, l'Armançon et l'Yonne.

### Climat
Pour des articles plus généraux, voir Climat de la Bourgogne-Franche-Comté et Climat de la Côte-d'Or.
En 2010, le climat de la commune est de type climat des marges montargnardes, selon une étude du Centre national de la recherche scientifique s'appuyant sur une série de données couvrant la période 1971-2000. En 2020, Météo-France publie une typologie des climats de la France métropolitaine dans laquelle la commune est exposée à un climat océanique altéré et est dans une zone de transition entre les régions climatiques « Lorraine, plateau de Langres, Morvan » et « Bourgogne, vallée de la Saône ». 
Pour la période 1971-2000, la température annuelle moyenne est de 9,9 °C, avec une amplitude thermique annuelle de 16,8 °C. Le cumul annuel moyen de précipitations est de 906 mm, avec 13,2 jours de précipitations en janvier et 8,2 jours en juillet. Pour la période 1991-2020, la température moyenne annuelle observée sur la station météorologique de Météo-France la plus proche, « Saint-Martin-du-M », sur la commune de Saint-Martin-du-Mont à 6 km à vol d'oiseau, est de 9,9 °C et le cumul annuel moyen de précipitations est de 938,1 mm,. Pour l'avenir, les paramètres climatiques de la commune estimés pour 2050 selon différents scénarios d'émission de gaz à effet de serre sont consultables sur un site dédié publié par Météo-France en novembre 2022.

## Urbanisme

### Typologie
Au 1er janvier 2024, Villotte-Saint-Seine est catégorisée commune rurale à habitat très dispersé, selon la nouvelle grille communale de densité à 7 niveaux définie par l'Insee en 2022.
Elle est située hors unité urbaine. Par ailleurs la commune fait partie de l'aire d'attraction de Dijon, dont elle est une commune de la couronne,. Cette aire, qui regroupe 333 communes, est catégorisée dans les aires de 200 000 à moins de 700 000 habitants,.

### Occupation des sols

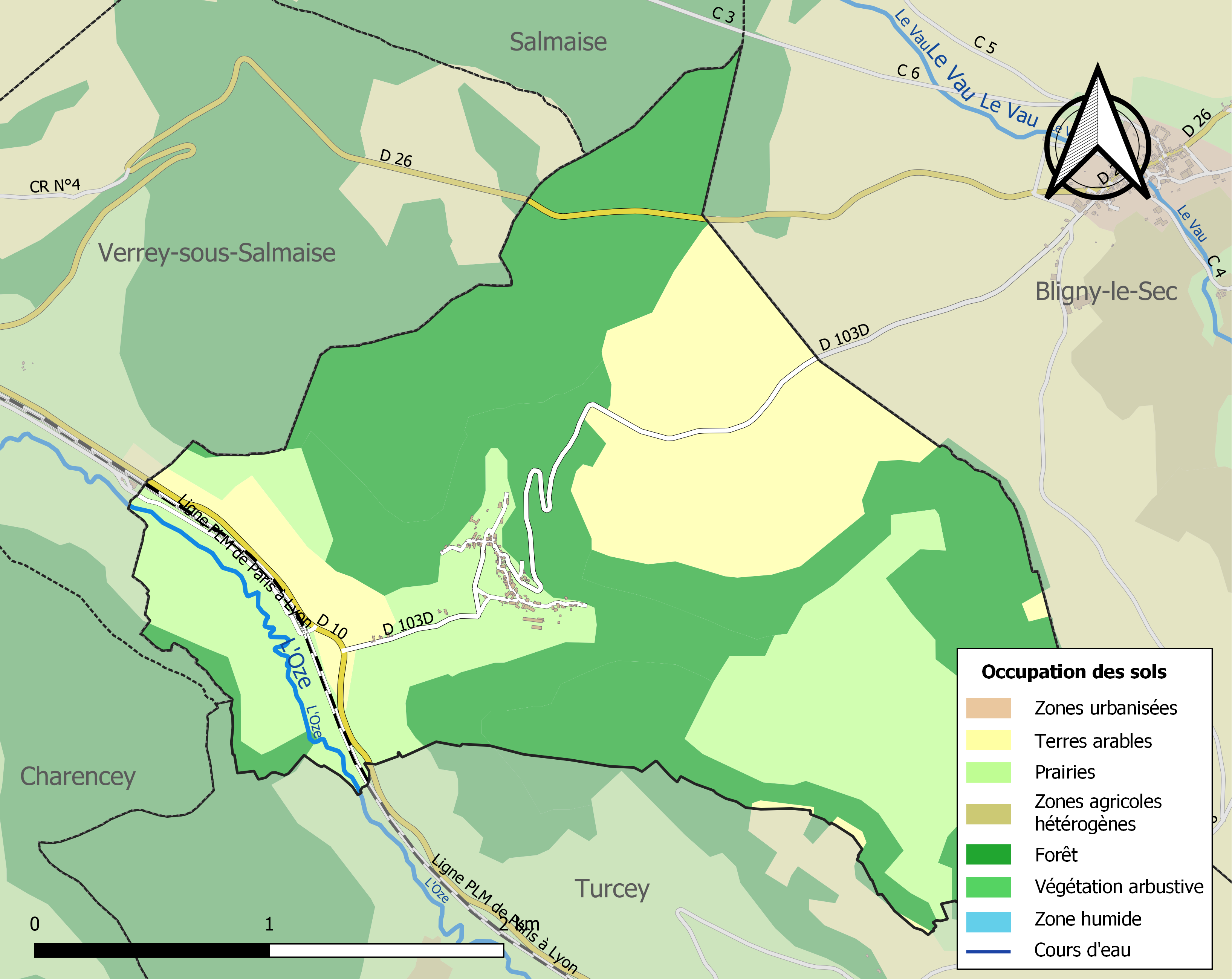
Carte des infrastructures et de l'occupation des sols de la commune en 2018 (CLC).

L'occupation des sols de la commune, telle qu'elle ressort de la base de données européenne d’occupation biophysique des sols Corine Land Cover (CLC), est marquée par l'importance des territoires agricoles (50,6 % en 2018), une proportion identique à celle de 1990 (50,6 %). La répartition détaillée en 2018 est la suivante : 
forêts (49,4 %), prairies (29,6 %), terres arables (21,1 %). L'évolution de l’occupation des sols de la commune et de ses infrastructures peut être observée sur les différentes représentations cartographiques du territoire : la carte de Cassini (XVIIIe siècle), la carte d'état-major (1820-1866) et les cartes ou photos aériennes de l'IGN pour la période actuelle (1950 à aujourd'hui).

### Lieux-dits, hameaux et écarts
La population est regroupée dans le village, la commune n'a pas de hameaux rattachés ni d'habitations isolées.

### Habitat et logement
En 2018, le nombre total de logements dans la commune était de 57, alors qu'il était de 58 en 2013 et de 55 en 2008.
Parmi ces logements, 61,8 % étaient des résidences principales, 24,3 % des résidences secondaires et 13,9 % des logements vacants. Ces logements étaient pour 96,4 % d'entre eux des maisons individuelles et pour 3,6 % des appartements.
Le tableau ci-dessous présente la typologie des logements à Villotte-Saint-Seine en 2018 en comparaison avec celle de la Côte-d'Or et de la France entière. Une caractéristique marquante du parc de logements est ainsi une proportion de résidences secondaires et logements occasionnels (24,3 %), très supérieure à celle du département (5,6 %) et à celle de la France entière (9,7 %). Concernant le statut d'occupation de ces logements, 79,4 % des habitants de la commune sont propriétaires de leur logement (89,7 % en 2013), contre 59,9 % pour la Côte-d'Or et 57,5 % pour la France entière.
| Typologie                                               | Villotte-Saint-Seine | Côte-d'Or | France entière |
| ------------------------------------------------------- | -------------------- | --------- | -------------- |
| Résidences principales (en %)                           | 61,8                 | 86        | 82,1           |
| Résidences secondaires et logements occasionnels (en %) | 24,3                 | 5,6       | 9,7            |
| Logements vacants (en %)                                | 13,9                 | 8,4       | 8,2            |

## Histoire

Villotte-Saint-Seine au tout début du XXe siècle
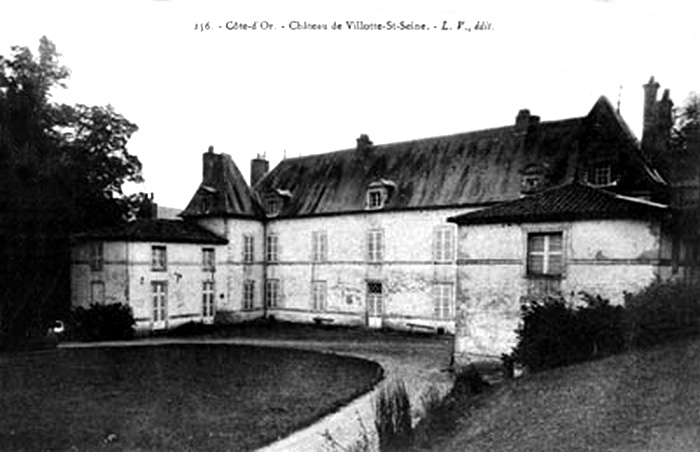
Le château.

## Politique et administration

### Rattachements administratifs et électoraux

#### Rattachements administratifs
La commune se trouve depuis 1836 dans l'arrondissement de Dijon du département de la Côte-d'Or.  
Elle faisait partie de 1801 à 1836  du canton de Vitteaux, année où elle intègre le canton de Saint-Seine-l'Abbaye. Dans le cadre du redécoupage cantonal de 2014 en France, cette circonscription administrative territoriale a disparu, et le canton n'est plus qu'une circonscription électorale.

#### Rattachements électoraux
Pour les élections départementales, la commune fait partie depuis 2014 du canton de Fontaine-lès-Dijon
Pour l'élection des députés, elle fait partie de la quatrième circonscription de la Côte-d'Or.

### Intercommunalité
Villotte-Saint-Seine était membre de la petite communauté de communes du pays de Saint-Seine, un établissement public de coopération intercommunale (EPCI) à fiscalité propre créé en 1993 et auquel la commune avait transféré un certain nombre de ses compétences, dans les conditions déterminées par le code général des collectivités territoriales.
Dans le cadre des dispositions de la loi portant nouvelle organisation territoriale de la République du 7 août 2015, qui prévoit que les établissements publics de coopération intercommunale (EPCI) à fiscalité propre doivent avoir normalement un minimum de 15 000 habitants, cette intercommunalité a fusionné avec sa voisine pour former, le 1er janvier 2017, la communauté de communes Forêts, Seine et Suzon, dont est désormais membre la commune.

### Liste des maires
| Période                                  | Période                        | Identité             | Étiquette | Qualité        |
| ---------------------------------------- | ------------------------------ | -------------------- | --------- | -------------- |
| Les données manquantes sont à compléter. |                                |                      |           |                |
| vers 1970                                |                                | R. Barade            |           |                |
| Les données manquantes sont à compléter. |                                |                      |           |                |
| 1983                                     | mars 1996                      | Léon Chenillet       |           |                |
| mars 1996                                | mars 2014                      | Monique Boucherot    |           |                |
| mars 2014                                | février 2023                   | Marie-Claude Posière | MoDem     | Démissionnaire |
| avril 2023                               | En cours (au 16 décembre 2022) | Sandra Graillot      |           |                |

## Démographie
L'évolution du nombre d'habitants est connue à travers les recensements de la population effectués dans la commune depuis 1793. Pour les communes de moins de 10 000 habitants, une enquête de recensement portant sur toute la population est réalisée tous les cinq ans, les populations de référence des années intermédiaires étant quant à elles estimées par interpolation ou extrapolation. Pour la commune, le premier recensement exhaustif entrant dans le cadre du nouveau dispositif a été réalisé en 2006.

En 2022, la commune comptait 67 habitants, en évolution de −9,46 % par rapport à 2016 (Côte-d'Or : +0,82 %, France hors Mayotte : +2,11 %).
| 1793 | 1800 | 1806 | 1821 | 1836 | 1841 | 1846 | 1851 | 1856 |
| ---- | ---- | ---- | ---- | ---- | ---- | ---- | ---- | ---- |
| 301  | 303  | 313  | 289  | 280  | 302  | 317  | 438  | 299  |

| 1861 | 1866 | 1872 | 1876 | 1881 | 1886 | 1891 | 1896 | 1901 |
| ---- | ---- | ---- | ---- | ---- | ---- | ---- | ---- | ---- |
| 253  | 250  | 220  | 212  | 216  | 212  | 199  | 176  | 168  |

| 1906 | 1911 | 1921 | 1926 | 1931 | 1936 | 1946 | 1954 | 1962 |
| ---- | ---- | ---- | ---- | ---- | ---- | ---- | ---- | ---- |
| 167  | 151  | 134  | 114  | 128  | 108  | 114  | 138  | 118  |

| 1968 | 1975 | 1982 | 1990 | 1999 | 2006 | 2011 | 2016 | 2021 |
| ---- | ---- | ---- | ---- | ---- | ---- | ---- | ---- | ---- |
| 109  | 88   | 61   | 50   | 74   | 66   | 57   | 74   | 70   |

| 2022 | - | - | - | - | - | - | - | - |
| ---- | - | - | - | - | - | - | - | - |
| 67   | - | - | - | - | - | - | - | - |

## Culture locale et patrimoine

### Lieux et monuments
En 2015, la commune compte 2 monuments inscrits à l'inventaire des monuments historiques, 9 monuments ou édifices répertoriés à l'inventaire général du patrimoine culturel et 40 objets répertoriés à l'inventaire général du patrimoine culturel.
- Croix du parvis de l'église, à double face, l'une présentant un Christ en croix et l'autre une Vierge à l'enfant. Le piédestal est orné de bas-reliefs, d'écus et de crânes  Classé MH (2010)[22].
- Cinq autres croix sur la commune sont également classées M.H., dont celle de l'ancien cimetière.
- Église Saint-Blaise contenant plusieurs œuvres d'intérêt classées M.H. Le parvis de l'église est en terrasse dans la pente du terrain devant la mairie, l'enclos à l'arrière contenait le cimetière avant son déplacement en bas du village  Classé MH (2010)[23].

- Fontaine et Lavoir situés de part et d'autre de la rue principale montant au village. Le lavoir a été conçu par l'architecte dijonnais Louis François Coquelu, puis il a été déplacé (pour insuffisance d'eau) à l'endroit actuel en 1845 selon une mise en œuvre de l'architecte dijonnais Auguste Sirodot, qui ajouta la fontaine  Classé MH (2010)[24].
- Mairie-école conçue également par Louis François Coquelu en 1822 et remanié la même année que le lavoir par Auguste Sirodot qui a ajouté un étage. Le bâtiment est construit latéralement à la pente, la façade tournée vers le parvis de l'église. La cour en contrebas est fermée par un enclos  Classé MH (2010)[25].
- Château et colombier des XVIe et XVIIe siècles (privés)  Classé MH (1996)[26].
- Une part du parc éolien du Pays de Saint-Seine se trouve sur la commune[27].

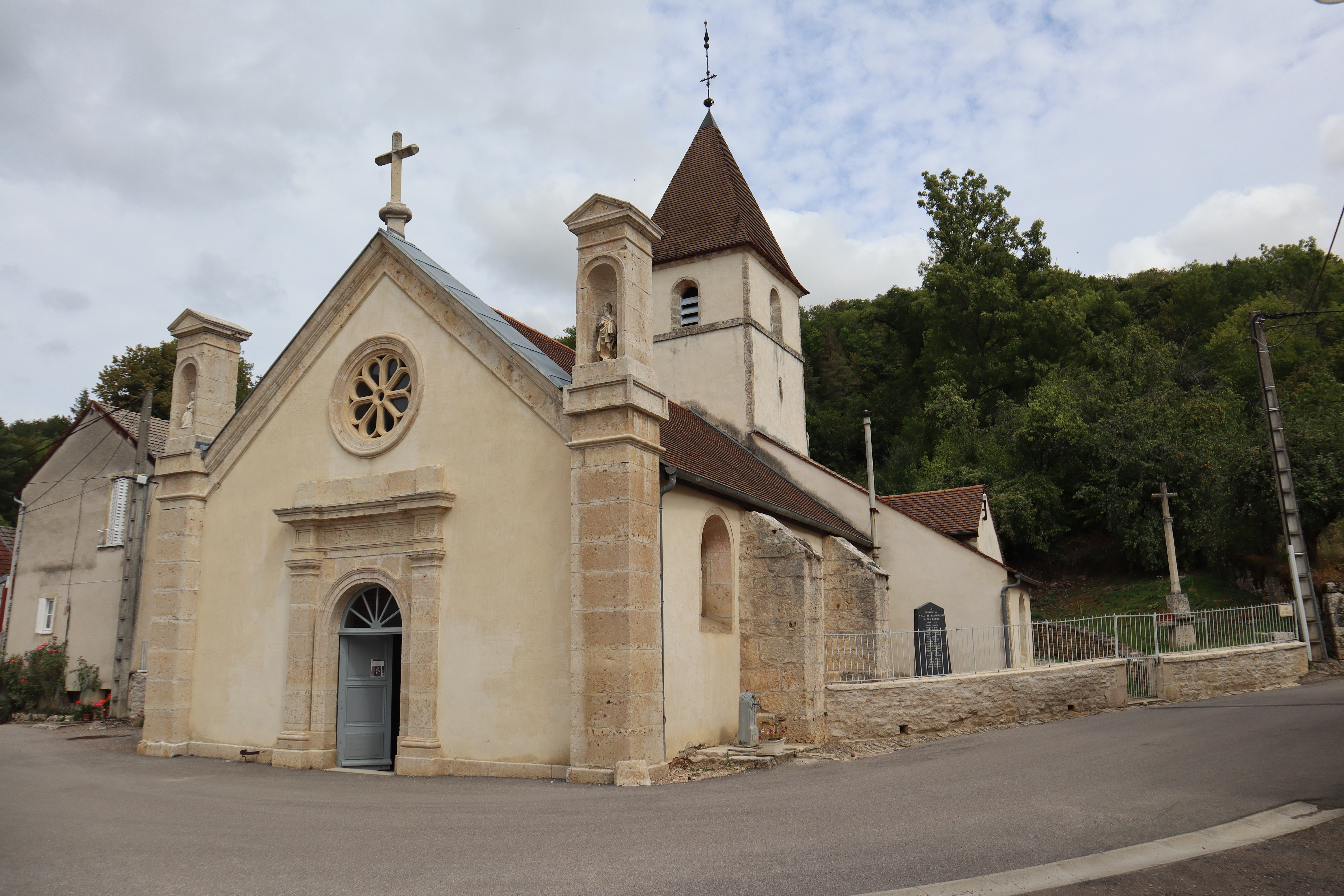
Église et croix de l'ancien cimetière (à droite).
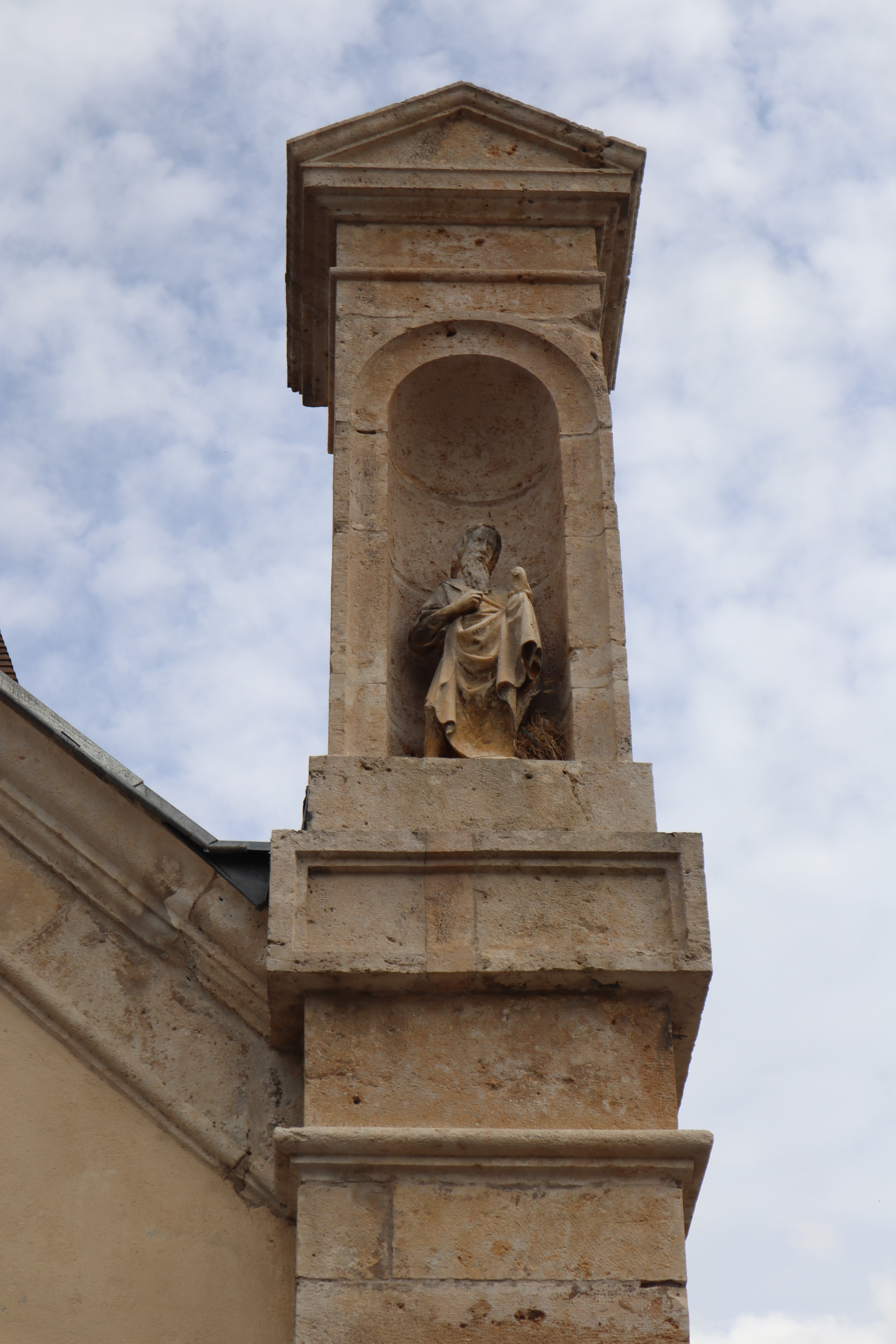
Statue de saint au faîtage de l'église
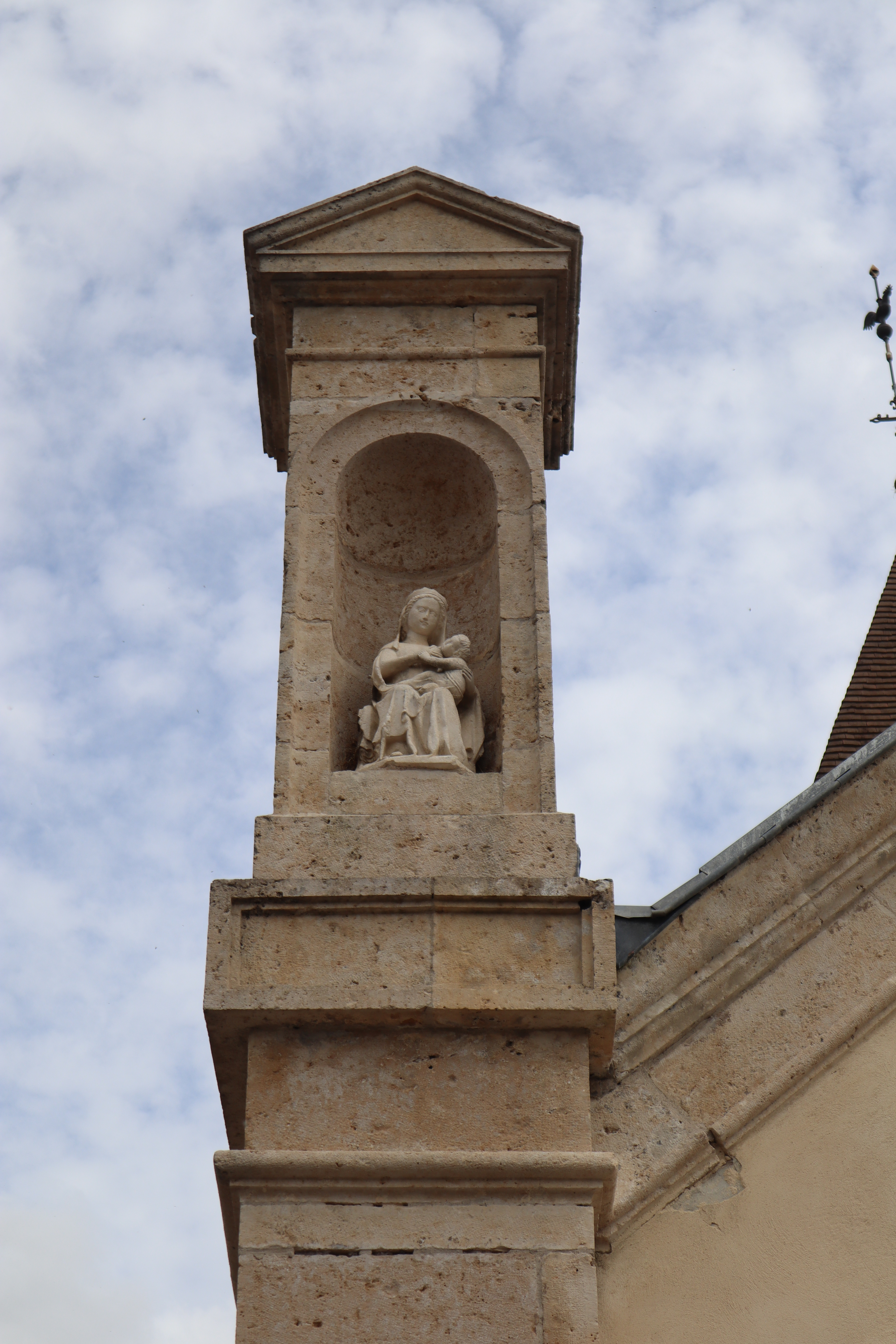
Verge à l'enfant, au faîtage de l'église
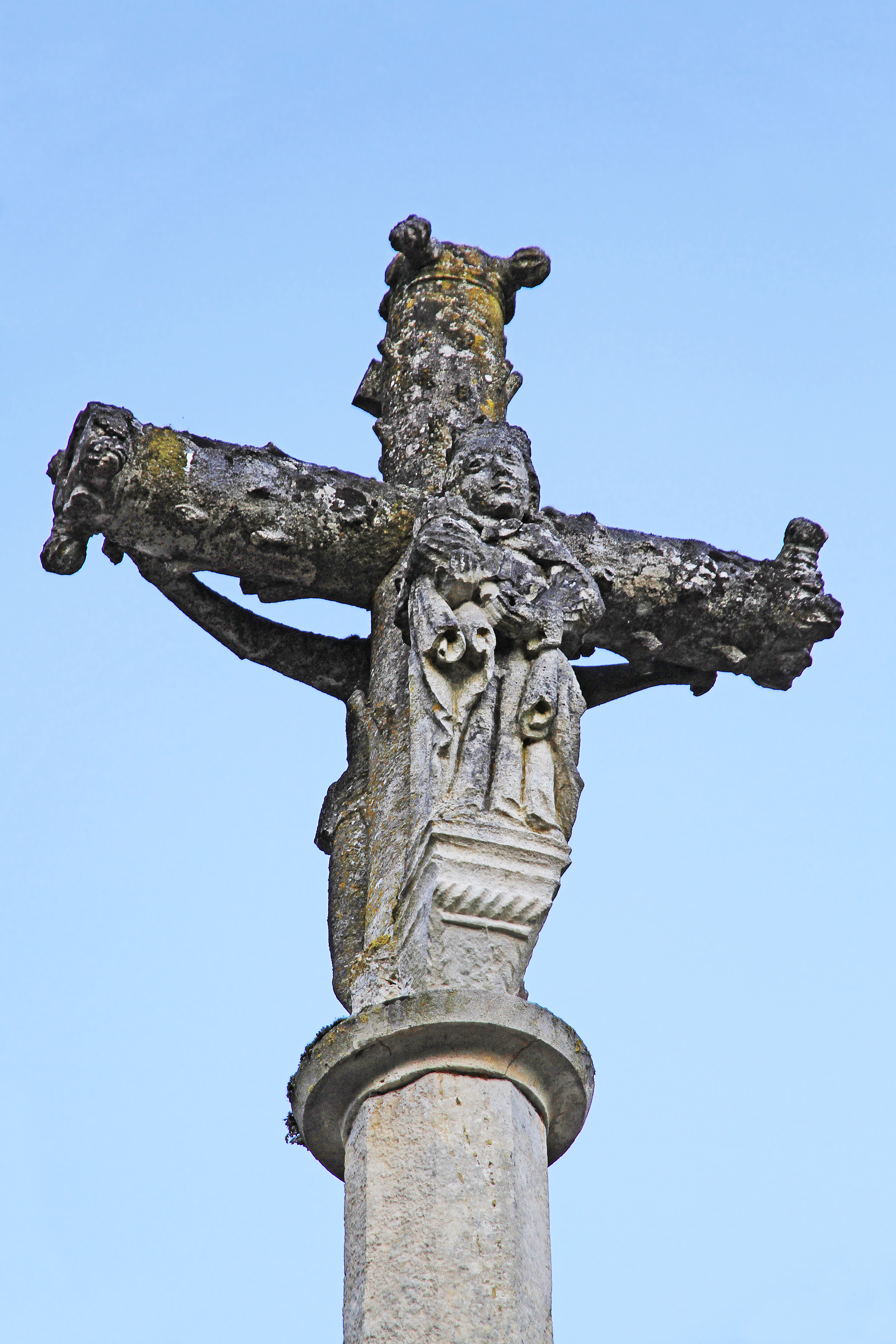
Face ouest de la croix du parvis de l'église..
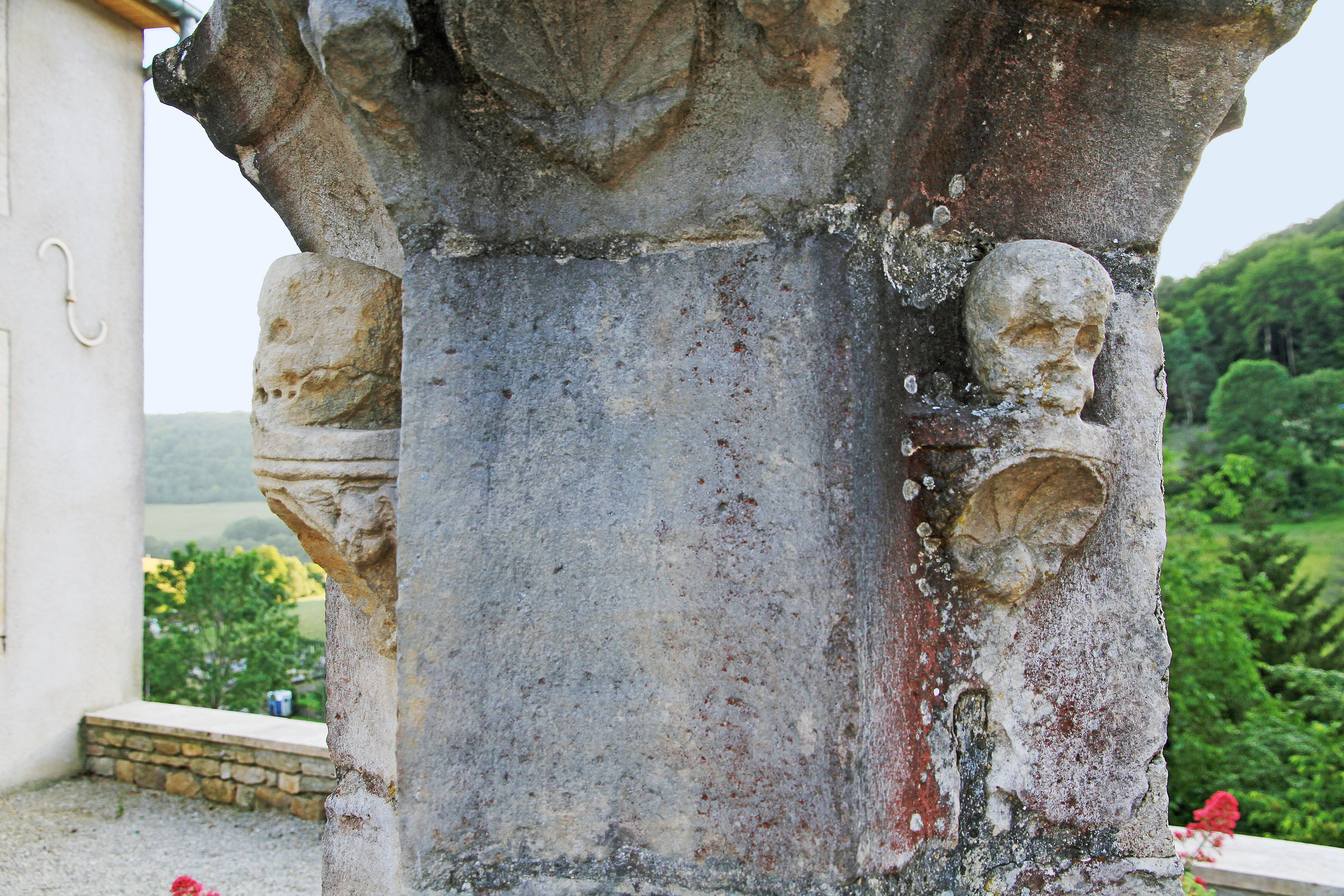
Détails du piédestal de la croix de parvis, face est.

## Pour approfondir